# Lana Eberle
Lana Eberle, née le 28 novembre 2003 à Schwetzingen, est une coureuse cycliste allemande, spécialisée dans le cyclisme sur route et sur piste.

## Biographie
Lana Eberle pratique le cyclisme depuis 2012. En 2013, elle remporte 13 succès dans sa catégorie d'âge. En 2018, elle est championne d'Allemagne de course à l'américaine avec Samira Brecht. L'année suivante, au Festival olympique de la jeunesse européenne de Bakou, elle termine dixième. Elle est alors présentée par certains médias locaux comme « l'un des plus grands jeunes talents du cyclisme allemand ». Elle affirme préférer la course sur piste, car elle est plus rapide et exige plus de tactique.
En 2020, Eberle décroche son premier podium international en terminant troisième de la poursuite par équipes aux championnats d'Europe juniors (avec Hanna Dopjans, Fabienne Jährig, Marla Sigmund et Paula Leonhardt). L'année suivante, toujours aux championnats d'Europe sur piste juniors, elle remporte trois médailles : l'argent sur l'américaine (avec Jette Simon), ainsi que le bronze sur la poursuite par équipes (avec Franzi Arendt, Fabienne Jährig et Justyna Czapla) et la course à l'élimination. Aux mondiaux juniors de 2021 au Caire, elle termine deuxième de la course à l'élimination.
Après ses années juniors, elle passe professionnelle en 2022 avec l'équipe allemande Ceratizit WNT. Sa saison 2022 est marquée notamment par 2 titres de championne d'Allemagne sur piste, sur la poursuite par équipes et sur la course à l'américaine.
L'année suivante, elle conserve son titre de championne d'Allemagne sur la poursuite par équipes. Elle vise alors la qualification pour les Jeux olympiques de Paris 2024. Elle n'est finalement pas sélectionnée par la fédération allemande. À l'issue de la saison 2024, elle signe une extension de son contrat avec Ceratizit.

## Palmarès sur route

### Par années
- 2020
  - 2e du championnat d'Allemagne sur route juniors

### Classements mondiaux
| Année                                 | 2022 | 2023  | 2024  |
| ------------------------------------- | ---- | ----- | ----- |
| Classement UCI                        | 746e | 1444e | 1332e |
| UCI World Tour                        | 193e | nc    | nc    |
|                                       |      |       |       |
| Légende : nc = non classéSource : UCI |      |       |       |

## Palmarès sur piste

### Championnats du monde
| Édition / Épreuve       | Élimination |
| Le Caire 2021 (juniors) | Argent      |

### Championnats d'Europe
| Édition / Épreuve                 | Poursuite par équipes | Américaine | Élimination |
| Fiorenzuola d'Arda 2020 (juniors) | Bronze                |            |             |
| Apeldoorn 2021 (juniors)          | Bronze                | Argent     | Bronze      |
| Anadia 2022 (espoirs)             | Bronze                |            |             |

### Championnats nationaux
- 2022
  -  Championne d'Allemagne de poursuite par équipes (avec Lisa Brennauer, Laura Süßemilch et Lea Lin Teutenberg)
  -  Championne d'Allemagne de la course à l'Américaine (avec Lena Charlotte Reißner)
  - 2e de la course aux points
  - 3e de la course à l'élimination
- 2023
  -  Championne d'Allemagne de poursuite par équipes (avec Hanna Dopjans, Franziska Brauße et Lea Lin Teutenberg)
  - 3e de la vitesse par équipe (avec Franziska Brauße et Lea Lin Teutenberg)
- 2025
  -  Championne d'Allemagne de poursuite par équipes